# 다다촌 (효고현)
다다촌(多田村)은 효고현 가와베군에 있던 촌이다. 현재의 가와니시시 중부에 해당한다.

## 교통

### 철도
- 노세전기철도 (현 노세전철)
  - 묘켄선

## 참고문헌
- 가도카와 일본지명 대사전 28권 효고현